# Ambassade van België bij de Heilige Stoel
De Ambassade van België bij de Heilige Stoel is de Belgische ambassade voor Vaticaanstad en is gelegen in de Via Giuseppe de Notaris 6A te Rome. 
De zittende ambassadeur is tevens voorzitter van de raad van bestuur van de Koninklijke Belgische kerk en Stichting Sint-Juliaan-der-Vlamingen.

## Geschiedenis
Lord Berkeley werd in 1934 eigenaar van het gebouw en liet het uitbreiden. Vanaf 1939 huurde de Belgische Staat het gebouw tot het gekocht werd in 1956.

## Kunstwerken
Boven de ingang van de villa staan drie bronzen beeldjes van vrouwen. De villa wordt daarom soms ook aangeduid met de naam Villa delle Tre Madonna. Binnenin de villa sieren vijf Vlaamse wandtapijten het interieur. 

## Ambassadeurs
- Charles-Ghislain Vilain XIIII (1832-1835)
- Prosper Edouard Noyer (1835-1838)
- Émile d'Oultremont (1838-1844)
- Charles van den Steen de Jehay (1844-1846)
- Joseph de Riquet de Caraman (1846-1847)
- Vacant (1847-1848)
- Eugène de Ligne (1848-1849)
- Henri de Brouckère (1849-1850)
- Emile de Meester de Ravestein (1850-1859)
- Henri Carolus (1859-1867)
- Vacant (1867-1875)
- Auguste d'Anethan (1875-1880)
- Vacant (1880-1885)
- Edmond de Pitteurs-Hiegaerts (1885-1889)
- Edouard Whettnall (1889-1894)
- Théodore de Bounder de Melsbrœck (1894-1896)
- Maximilien d'Erp (1896-1915)
- Jules Van den Heuvel (1915-1919)
- Léo d'Ursel (1919-1921)
- Eugène Beyens (1921-1924)
- Stefano Ruzette (1924-1926)
- Maximilien-Henri van Ypersele de Strihou (1926-1935)
- Roger de Borchgrave (1935-1938)
- Bernard de L’Escaille de Lier (1938-1939)
- Adrien Nieuwenhuys (1939-1945)
- Réginald de Croÿ (1946-1948)
- Alexandre Paternotte de la Vaillée (1948-1953)
- Joseph Berryer (1953-1957)
- Prosper Poswick (1957-1968)
- Albert Hupperts (1968-1972)
- Werner de Merode (1972-1976)
- Willy Verriest (1976-1977)
- Félix Standaert (1977-1980)
- Eugène Rittweger de Moor (1980-1984)
- Alexandre Paternotte de la Vaillée (1984-1988)
- Ferdinand De Wilde (1988-1991)
- Henri Beyens (1991-1994)
- Juan Cassiers (1994-1998)
- Thierry Muûls (1998-2002)
- Benoît Cardon de Lichtbuer (2002-2006)
- Frank De Coninck (2006-2010)
- Charles Ghislain (2010-2014)
- Bruno Nève de Mévergnies (2014-2015)
- Boudewijn Dereymaeker (2015-2017)
- Jean Cornet d'Elzius (2017-2020)
- Patrick Renault (2020-heden)